# Cantone di Lanvollon
Il Cantone di Lanvollon era una divisione amministrativa dell'Arrondissement di Saint-Brieuc.
A seguito della riforma approvata con decreto del 13 febbraio 2014, che ha avuto attuazione dopo le elezioni dipartimentali del 2015, è stato soppresso.

## Composizione
Comprendeva 11 comuni:
- Le Faouët
- Gommenec'h
- Lannebert
- Lanvollon
- Le Merzer
- Pléguien
- Pommerit-le-Vicomte
- Tréguidel
- Tréméven
- Tressignaux
- Trévérec